# Duane Carter
Duane Carter (n. 5 mai 1913, Fresno, California, SUA – d. 7 martie 1993, Indiana, SUA) a fost un pilot de Formula 1. De-a lungul carierei a luat startul în 8 curse, niciuna din pole-position. Nu a câștigat nicio cursă și a terminat o singură dată pe podium, acumulând 6,5 puncte în întreaga activitate ca pilot de Formula 1.